# شارع فؤاد

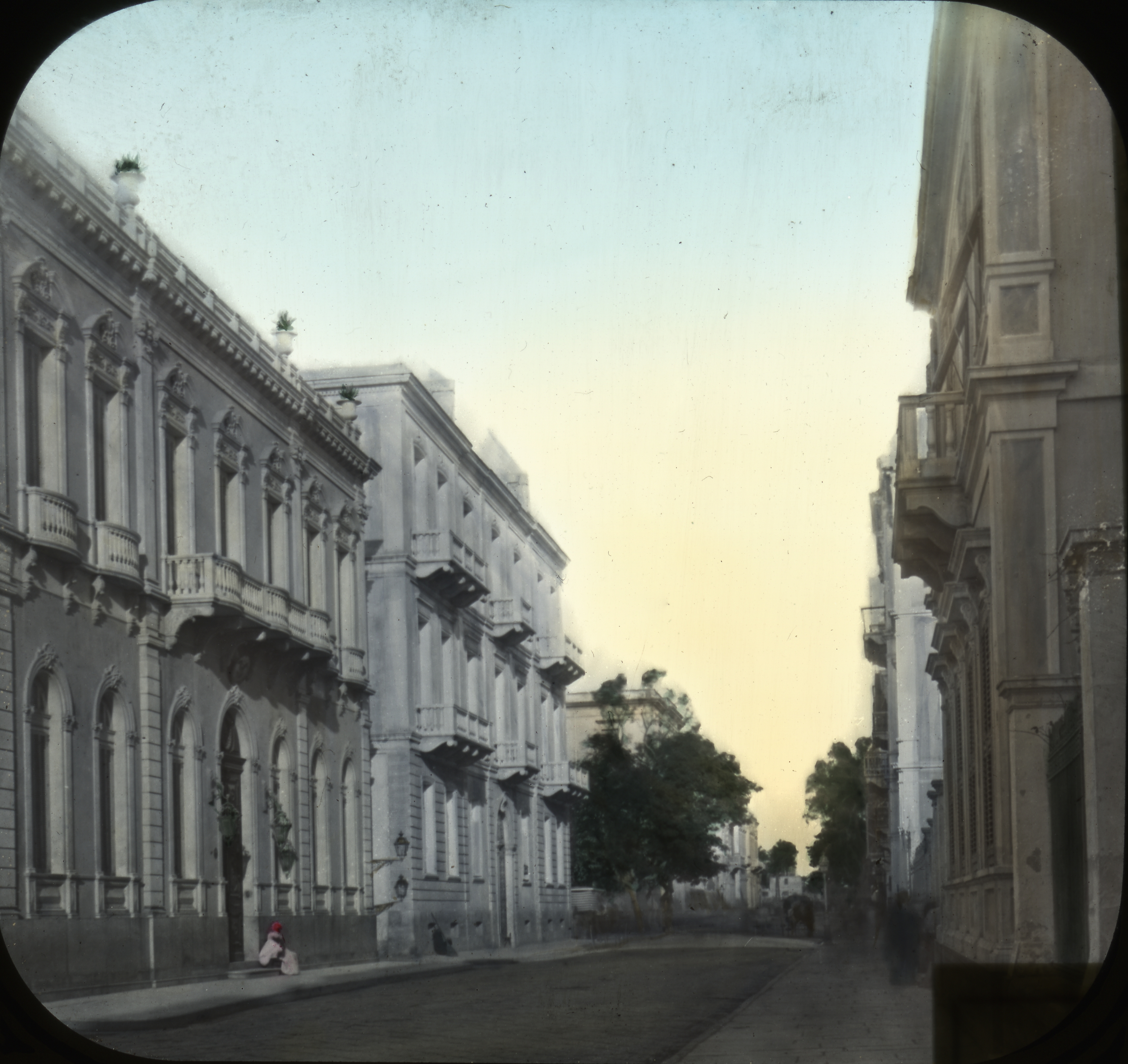
شارع فؤاد في القرن التاسع عشر.

شارع فؤاد هو واحد من أهم شوارع مدينة الإسكندرية، ويعتبر من أقدم شوارع مصر ،ويشتهر الشارع بوجود العديد من المباني الأثرية والمسارح ودور السينما.

## نشأة الشارع
تعود نشأة هذا الشارع العتيق إلى عهد البطالمة وكانوا يطلقون عليه «الطريق الكانوبي» حيث كان مصفوفاً بالأعمدة الرخامية من بدايته وحتى نهايته، كما سمي بعد ذلك بشارع ميناء رشيد، لأنه كان يبدأ من بوابة رشيد في الأسوار العربية القديمة ثم يتجه شرقاً ناحية ضاحية أبي قير. وهو أيضاً معروف باسم «طريق الحرية». يقع شارع فؤاد بمنطقة محطة الرمل مركز مدينة الإسكندرية، وفي بداية الشارع يوجد حالياً قسم شرطة كان يمثل مركز الحراسة البريطانية الرئيسي بالإسكندرية، والذي كان يجاوره معبد صغير لسيرابيس مكان نادي «محمد علي» ـ قصر ثقافة الإبداع حالياً ـ أكبر نوادي الإسكندرية أوائل القرن التاسع عشر، والذي كان الكاتب والروائي البريطاني أ.م. فورستر عضواً فيه، فقد كان نادي محمد علي ملتقى الجاليات الأجنبية وبالأخص اليونانية التي كانت تقطن المدينة.

## تخطيط الشارع

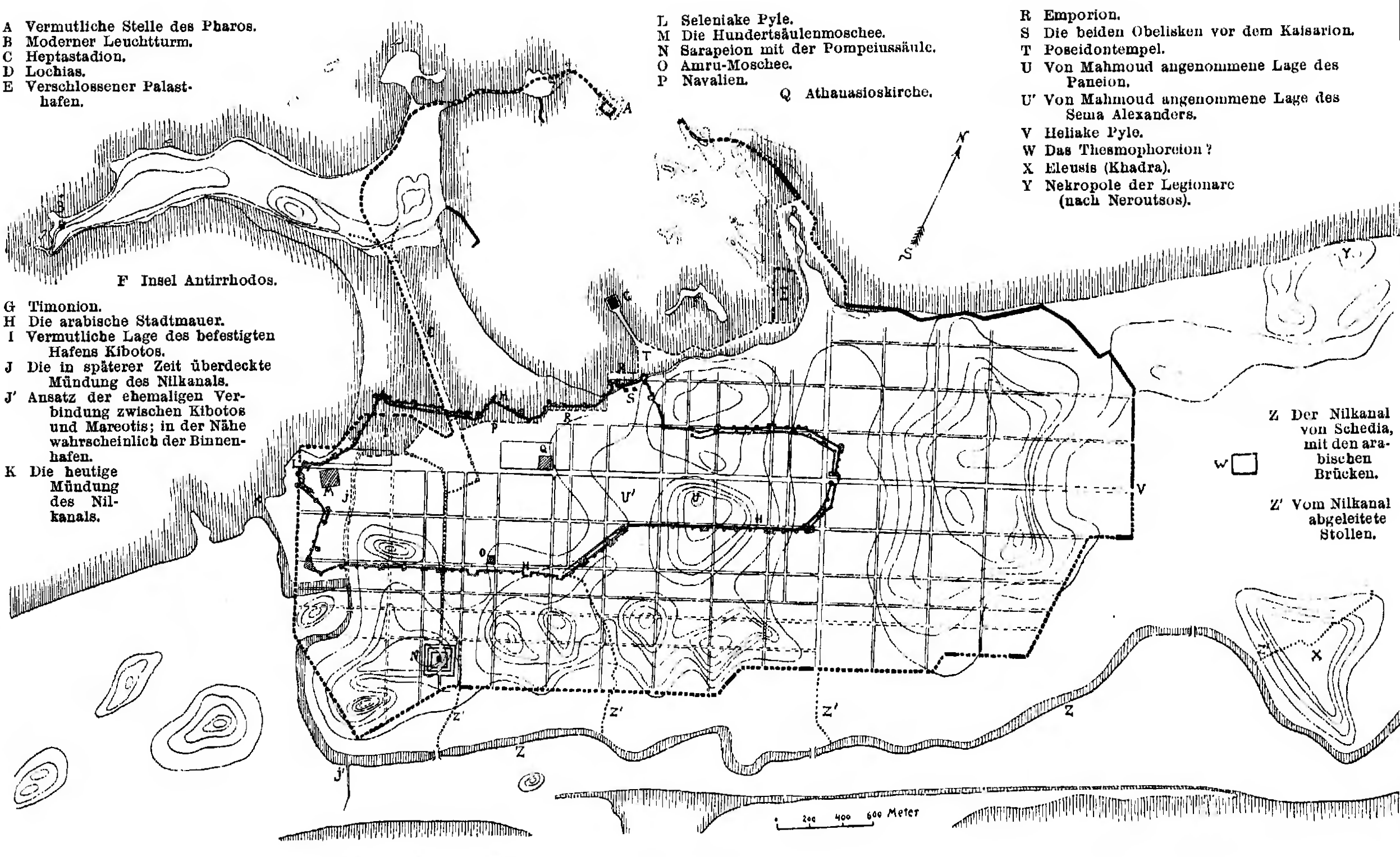
تخطيط مدينة الإسكندرية في عام 1379

يتقاطع شارع فؤاد مع شارع النبي دانيال وهو نفس التقاطع الرئيسي لطرق المدينة القديمة والذي وضعه المهندس «دينوقراطيس» حيث قام بتخطيطها على النظام الشطرنجي الشائع في تخطيط المدن الإغريقية، ويعتمد ذلك النوع من التخطيط على مجموعة من الشوارع المتعامدة. وصفه الأسقف أخيلوس تاتيوس مؤلف رواية «كليتوفون ولوسيب» عام 400 م قائلا «أول شيء لاحظته بدخولي الإسكندرية من بوابة الشمس (بوابة رشيد) هو جمال المدينة، وقد ربط صف من الأعمدة بين طرفيها. وبالتقدم بين هذه الأعمدة، وصلت بمرور الوقت إلى الميدان الذي يحمل اسم الإسكندر، وهناك استطعت أن أرى النصف الآخر من المدينة، والذي كان على نفس الدرجة من الجمال. وبمجرد رؤيتي للأعمدة الممتدة أمامي، ظهرت أعمدة أخرى مكونة زوايا حادة مع الأعمدة السابقة».

## العمارة

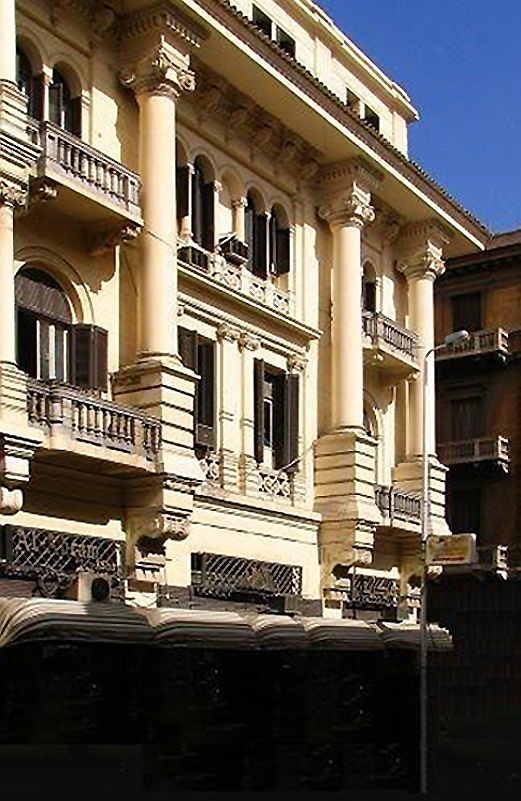
مباني شارع فؤاد

تتميز معظم مباني شارع فؤاد بالطراز اليوناني الممزوج بالفن الإيطالي المعماري (الفلورنسي) بعضها لا يزال نابضاً بالحياة، أما البعض الآخر فهو يعاني من آثار الدهر. ومن أهم معالمه دار الأوبرا الوحيدة بالإسكندرية، والتي قام ببنائها المهندس الفرنسي جورج بارك وعرفت لفترة طويلة بـ«تياترو محمد علي» وتغير اسمها إلى مسرح سيد درويش عام 1962، والتي أقيمت بها عروض لأشهر الفنانين المصريين. كما يكتظ الشارع بالعديد من دور السينما لعل أشهرها بلازا ورويال والتي شيدها آل قرداحي اللبنانيون، وأمير وسينما ريو، والتي تسكن ناصية مميزة من شارع فؤاد، والتي كانت قبل ذلك مطعما للفول والفلافل خاصا لأحد الأتراك يدعى راغب.

## الثقافة والفنون

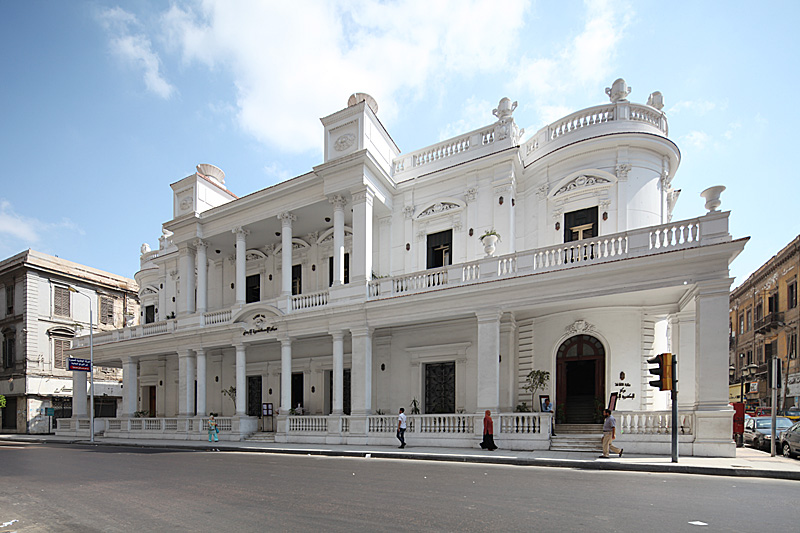
مركز الإبداع في شارع فؤاد

يعد شارع فؤاد مركز للأدب والفنون في مدينة الإسكندرية، ففي هذا الشارع سكن الشاعر اليوناني كفافيس، كما فرض الشارع نفسه في أحد أهم روايات الأدب العالمي وهي «رباعية الإسكندرية» التي كتب فصولها الروائي الإنجليزي لورانس داريل حيث كان يعمل بالقرب منه، ونسج من وحيه أبطال الرباعية داريلي وبومباي وكليا الفنانة اليونانية التي كانت تقطن شارع فؤاد، أما جوستين ونسيم، وهما أيضاً من أبطال الرباعية فكانا يعيشان في بيت يقع خلف شارع فؤاد. هذه الشخصيات كان لها أصل واقعي في الحقيقية وكانوا يلتقون جميعا في صالة الشاي «بسترودس» لتناول الإفطار، أو احتساء مشروب ساخن ويتحدثون عن الحياة الصاخبة في الإسكندرية. وفي هذا الشارع شهدت إحدى صالات طوسون باشا أول عرض سينمائي في مصر في 15 نوفمبر (تشرين الثاني) عام 1896.

## معالمه
يضم هذا الشارع المتحف القومي، الذي كان فيلا لتاجر الأخشاب اليوناني باسيلي، مبنيه على الطراز الإيطالي الحديث وقد ظل به حتى عام 1954 ثم باعه للسفارة الأميركية والتي ظلت به حتى اشتراه المجلس الأعلى للآثار في عام 1996، وهو يضم مجموعة رائعة من الآثار الغارقة التي تم انتشالها من مياه البحر المتوسط وبه مجموعة حوالي 1800 قطعة أثرية تشمل جميع العصور بدءاً من الدولة القديمة وحتى العصر الحديث وهو يكمل المجموعة التي يحتويها المتحف اليوناني. وفي نهاية شارع فؤاد توجد ساعة الزهور التي تدق ساعاتها بانتظام أمام حدائق الشلالات التي تضم بقايا آثار الإسكندرية الإسلامية مثل الأسوار القديمة وصهريج الشلالات المكون من ثلاثة طوابق ومقسم طولاً وعرضاً إلى خمسة أقسام بواسطة أعمدة جرانيتية مختلفة الطرز والأشكال.
كما يحتوي الشارع على مقام عبد الله بن علي زين العابدين ويقابله مقام يعقوب بن عبد الرحمن.